# Giorgia Lo Bue
Giorgia Lo Bue (n. 20 februarie 1994, Palermo, Italia) este o canotoare italiană. În timpul campionatului mondial de canotaj din 2018, de la Plovdiv, Bulgaria, a devenit campioană mondială.